# Chondropsis australis
Chondropsis australis är en svampdjursart som först beskrevs av Arthur Dendy 1896.  Chondropsis australis ingår i släktet Chondropsis och familjen Chondropsidae. Inga underarter finns listade i Catalogue of Life.